# شوكولاتي
شوكولاتي اسم منسوب إلى شوكولاتة و الشوكولاتي هو صَانعُ شوكولاتة أو بائعُها. (وبالإنجليزية A chocolatier).
والشوكولاتي هو حرفي متخصص في الحلويات والمعجنات الشوكولاتية. وغالبا ما تقترن هذه المهنة المرتبطة بفن ابداع وتزيين وصناعة الحلويات مع غيرها من الحرف القريبة منها ارتباطا وثيقا: كالحلواني، وصانع الآيس كريم (المثلجات)، ومتعهد خدمات الحفلات. وعلى الخصوص ارتباطها الوثيق بحرفة الحلواني، وغالبا ما نجد الصانع الماهر على دراية جيدة بكلا الحرفتين، أو يجمع بين حرفتي الحلواني والشوكولاتي في دور واحد، والشوكولاتي كالحلواني يجب أن يكون كذلك على دراية بمهارات فوق تخصصه، كالحرف المرتبطة والقريبة من حرفته كشوكولاتي.

## الدور والمؤهلات

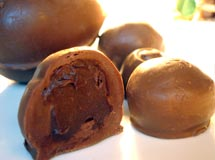
نموذج حلوى بالشوكولاتة من صناعة شكولاتي.

الشوكولاتي هو عضو فريق عمال مهني لمطبخ عصري ومتكامل، ضمن فريق قسم المعجنات والحلويات في فريق عمل مطبخ عصري متكامل مهني ومتعدد التخصصات.
يجب على الشوكولاتي الموهوب والعصري مواكبة تطورات فن صناعة الحلويات، وما تتطلبه أيضا في البحث عن المفاهيم والطرق التقنية والفنية الجديدة المبتكرة، ومحاولة ابتكار وتطوير الوصفات وأساليب العمل. وكما هو الشأن بالنسبة للحلواني فيجب أن تكون له بصمة خاصة به، وطريقة عمل مميزة، في ابداع حلويات شوكولاتة وأشكالها وأذواقها المختلفة، مع القدرة على مناقشة الوصفات والطرق الصّحية لإنجاز الوصفات.

## الزي المهني

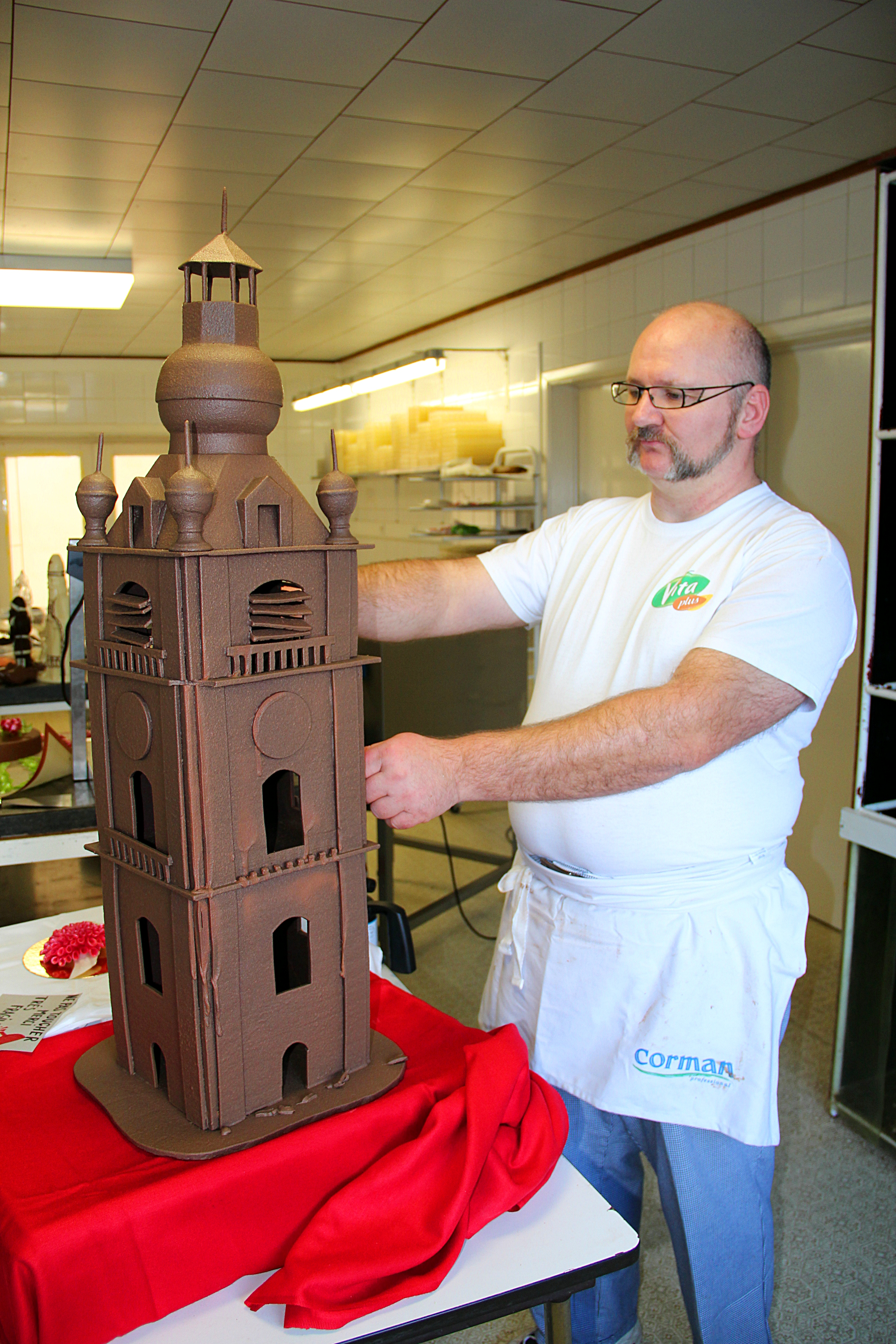
شكولاتي بزيه المهني يصنع برجا من الشكولاتة.

لأسباب متعلقة بالنظافة والسلامة المهنية، يتطلب العمل في أروقة المطبخ أو مختبر الحلويات، زيّا مهنيا رسميا غالبا ما يكون باللون الأبيض ويتكون من:
- سروال طويل
- سترة وتتميز بأزرار كبيرة وغالبا تزينها علامة مميزة لمهنة الحلواني ولفن الطبخ على الجانب الأيمن أو الأيسر.
- أحذية السلامة.
- مئزر
- قبعة الطبخ.
- قفازات المطبخ.

### وصلات خارجية
- A reference to terms used by Chocolatiers نسخة محفوظة 23 يوليو 2011 على موقع واي باك مشين.